# 육골분
육골분(肉骨粉, 영어: meat and bone meal, MBM)은 포유동물의 육가공공장이나 도축장에서 나오는 뼈가 붙은 고기조각이나 부스러기를 건열식(乾熱式)으로 처리하여 기름을 빼고남은 고형분을 건조해서 분쇄한 것이다.
제조 공정에서 가축의 피, 털, 발굽, 뿔, 가죽, 분, 소화기관 내용물이 들어 있지 않아야 한다. 미국의 공정규격에 인의 함량은 최소 4.0%이고 칼슘은 인의 2.2배를 초과하지 않는다고 명시되어 있다.
용도는 의약품, 화장품, 도자기 재료, 육식이나 잡식을 하는 애완동물의 먹이(사료) 다. 단위동물사료에 경제적인 동물성 단백질원료로 널리 사용되고 있는데 품질의 변이가 심하여 사용에 주의를 요한다.

## 같이 보기
- 회수육(RM)